# Glenea diversimembris
Glenea diversimembris là một loài bọ cánh cứng trong họ Cerambycidae.